# Абсолютний вакуум
Абсолютний вакуум (пол. Doskonała próżnia) — книга польського письменника Станіслава Лема 1971 року. Її зміст складають рецензії на неіснуючі книги (апокрифи). 

## Зміст
- Станіслав Лем: «Абсолютний вакуум» – тут Лем виступає критиком самого себе, своєї книги та ідеї, завдяки якій вона була створена. Створену ситуацію він коментує так: (...) єдина хитрість, якою ще міг скористатися мандрівний Лем, — це контратака: у формі претензії, що це не я, критик, а він сам, автор, який написав цей огляд і перетворив його на ще одну частину «Абсолютного вакууму».
- Марсель Коста: «Les Robinsonades» (Робінзонади) — книга, що описує перебування Сергія Н., чистого логіка, крайнього конвенціоналіста, філософа, нового Робінзона, на безлюдному острові. Пориваючи з людяністю, він оточує себе численними персонажами, витворами свого розуму (включно з трилапим Сиротою).
- Патрік Ганнаган: «Gigamesh» (Ґіґамеш) — розповідає історію ҐІДжей Меша, американського солдата, кілера та ґанґстера, засудженого до повішення в окрузі Норфолк. Роман складається з двох частин: друга — «Інтерпретація», яка пояснює значення різноспрямованих посилань у «Ґіґамеші».
- Саймон Мерріл: «Sexplosion» — дія відбувається на початку 21 століття; головний герой — старий чоловік, який відвідує підпілля нью-йоркського хмарочоса, останнього місця, де є свідчення існування сексу як цивілізаційної філософії, якою він став у 1980-х роках ХХ століття. Він також згадує кінець самого сексу в 1998 році, коли речовина, відома як NOSEX, була підірвана в атмосферу.
- Альфред Целлерман: «Gruppenführer Louis XVI» (Ґруппенфюрер Людовик XVI) — історія Зіґфріда Таудліца, який після Другої світової війни з кількома супутниками та частиною скарбів Академії СС пробрався до Аргентини і там, на руїнах Будівлі ацтеків він вирішує оселитися. Ґруппенфюрер наймає тубільців для будівництва утопії — Версаля, розташованого в джунглях, в якому Таудліц грає роль Людовика XVI, а його супутники — придворних.
- Соланж Маріот: «Rien du tout, ou la conséquence» (Ніщо або наслідок) — перший роман, який торкнувся межі письменницьких можливостей — написаний ні про що, без оповідача (який замінюється мовою, але також зникає в кінці книги), проте має значення та залишає (на початку) трохи простору для уяви.
- Йоахім Ферсенґельд: «Perycalypsis» — містить опис проекту, спрямованого на контроль над потоком маловажливих робіт та ідей; вона базується на системі субсидій для людей, які нічого не проектують і не винаходять, що має заохотити до творчості лише справжніх альтруїстів.
- Джан Карло Спалланцані: «Ідіот» - історія про дитину-ідіота, виховану батьками, які завдяки його існуванню стають геніями; водночас вони переконують себе в геніальності сина.
- «Зроби собі книжку» — це історія винаходу, схожого за концепцією на спроби дадаїстів — це була коробка з короткими викладами творів світової літератури, розрізаними на речення, які можна було розташувати в будь-якому порядку. Однак він швидко втрачає свою популярність.
- Куно Млат’є: «Одіссей з Ітаки» — книга розповідає про Гомера Марію Одіссея (назва «Ітака» — місто в штаті Массачусетс), який запропонував спосіб виявлення геніїв як двигунів цивілізації. Він створив їхню класифікацію та Товариство збереження першокласних геніїв (доля яких найчастіше — постійне забуття), яке займалося пошуком їхніх творів.
- Раймонд Сьора: «Toi» (Ти) — бунт автора проти читача, який для нього — клієнт літератури-борделя.
- Алістар Вейнюрайт: «Being Inc.» — опис суспільства, в якому суб’єкт права власності став об’єктом торгівлі; за відповідну ціну ви можете побажати взяти участь у тому чи іншому заході або «виправити» все своє життя.
- Вільгельм Клоппер: «Die Kultur als Fehler» (Культура як помилка) — автор стверджує, що культура є результатом помилкових спроб, невдач, спотикань, помилок і непорозумінь.
- Цезар Коуска: «De Impossibilitate Vitae»; «De Impossibilitate Prognoscendi» — дві праці, присвячені теорії ймовірності на прикладі автора.
- Артур Добб: «Non serviam» — опис персонетики — науки, якій завдячують своїм існуванням істоти, які називаються персоноїдами. Вони живуть всередині комп'ютерів; їхній світ — це математика, їхня фізика — це логіка. Ця історія не включена до видання «Абсолютного вакууму» 1971 року, вона була вперше опублікована пізніше того ж року в збірці «Безсоння».
- Альфред Теста: «Нова космогонія» — промова професора Альфреда Тести, лауреата Нобелівської премії, присвячена концепції Всесвіту як гри (Теста посилається на твір Арістідеса Ахеропулоса з такою ж назвою, який, однак, не здобув визнання).

## Хто написав Станіслава Лема?
Видання, опубліковане 2008 року у видавництві «Аґора» у 9-му томі зібрання творів письменника (опубліковане в «Бібліотеці Gazeta Wyborcza»), містить також текст Хто написав Станіслава Лема? Яцека Дукая. Це рецензія на вигадану книгу 2071 року, яка є коротким викладом роботи штучного інтелекту, що моделює Станіслава Лема.

## Зовнішні посилання
- Інформація на офіційному сайті автора